# 不知火号
不知火号（しらぬいごう）は、愛知県名古屋市と熊本県熊本市を結んでいた夜行高速バスである。熊本市に発着する高速バス路線の中で、熊本から最も遠方へ行く。高速バスの中でも東京 - 福岡間「はかた号」（西日本鉄道）などに並んでロングランの路線であった。
愛称名は、有明海や八代海で見られる怪現象（実際には蜃気楼の一種）として知られる「不知火」に由来する。
全便座席指定制のため、乗車には予約が必要。2019年9月30日出発便をもって、運行を終了。1990年の路線開設より、29年で幕を下ろした
以下は、運行終了時点でのデータを記す。

## 運行会社
- 名鉄バス（名古屋中央営業所）
- 九州産交バス（熊本営業部高速バス営業所）

両社が隔日で交互に担当した。

## 運行経路・停車箇所
太字は停車箇所。熊本県内の停留所相互間の利用はできない。
名鉄バスセンター - 白川出入口 - （名古屋高速2号東山線・5号万場線・東名阪自動車道・新名神高速道路・名神高速道路・中国自動車道・山陽自動車道・広島岩国道路・山陽自動車道・中国自動車道・関門橋・九州自動車道） - 菊水インター - 植木インター - 武蔵ヶ丘 - 益城熊本空港IC - 益城インター口 - 自衛隊前 - 熊本県庁前 - 桜町BT - 熊本駅前 - 西部車庫
- 熊本発名古屋行は、熊本駅前は1番のりばから、桜町BTは6番のりばから発車。

休憩箇所
- 熊本行は名神高速桂川PA （名鉄バス便）または山陽道三木SA（九州産交便）と九州道玉名PAで、名古屋行は九州道めかりPAと東名阪道御在所SAでそれぞれ休憩していた。
  - 熊本行で続行便が運行される場合、桂川PAではなく新名神高速土山SAなどで休憩となる場合もあった。
- その他、中国道西宮名塩SAや山陽道宮島SAなどで停車することもあったが、乗務員交代や車両点検のための停車であり、乗客は車外に出られなかった。

## 歴史
- 1990年7月12日 - 名古屋鉄道（現在の名鉄バス）と九州産業交通（現在の九州産交バス）との共同運行により運行開始。
- 1999年3月16日 - 名古屋側の運行会社を名鉄の子会社である日本急行バス（のちの名古屋観光日急・名鉄観光バス）に移管。
- 2008年9月22日 - 新名神高速道路経由に変更。名神大垣停留所を廃止。
- 2009年2月1日 - 名古屋側の運行会社を名鉄観光バスから名鉄バスに移管。これにより、事実上運行開始当時の共同運行体制に戻る。
- 2011年7月15日 - 熊本側を西部車庫まで延伸、熊本駅にも停車。
- 2012年12月21日 - この日の出発便より大人運賃を乗車日により5段階に設定（7,800円～12,500円）。あわせて往復割引運賃を廃止[2]。
- 2015年10月1日 - 熊本市桜町一帯再開発事業におけるバスターミナル建て替えに伴い、熊本交通センター乗降場所を変更[3]。
- 2016年4月1日 - この日出発の便から益城熊本空港IC経由に変更。また、菊水IC内の停留所にも停車するようになる[4]。
- 2016年4月16日 - 熊本地震に伴う高速道路の通行止めに伴い、4月26日発まで運休に。
- 2017年4月1日 - webでの予約方法が発車オ～ライネットからハイウェイバスドットコム（＠バスで）に変更。
- 2018年9月30日 - この日を以って車内ビデオ（DVD映画）・エア枕・アイマスクサービスを終了。
- 2019年4月1日 - 熊本駅前再開発工事着手に伴い、名古屋行きの乗り場がこれまでの「のりば3」（高速・特急バス専用）から、一般路線バス熊本交通センター方面乗り場と同じ「のりば1」へ変更。
- 2019年9月11日 - 熊本市桜町一帯再開発ビル（名称：SAKURA MACHI Kumamoto）完成に伴う同ビル内バスターミナルに乗り入れ開始により、熊本交通センター乗降場所を変更。名称もこれまでの「熊本交通センター」から「熊本桜町バスターミナル」に改称[5][6][7]。
- 2019年10月1日 - この日朝（出発は前日の9月30日夜）の到着便を以って路線廃止。この日以降は熊本 - 福岡線「ひのくに号」と福岡 - 名古屋線「どんたく号」を乗り継いで熊本 - 名古屋間が割引価格にて利用可能な「名古屋熊本連絡きっぷ」を発売開始。

## 使用車両ならびに車内設備

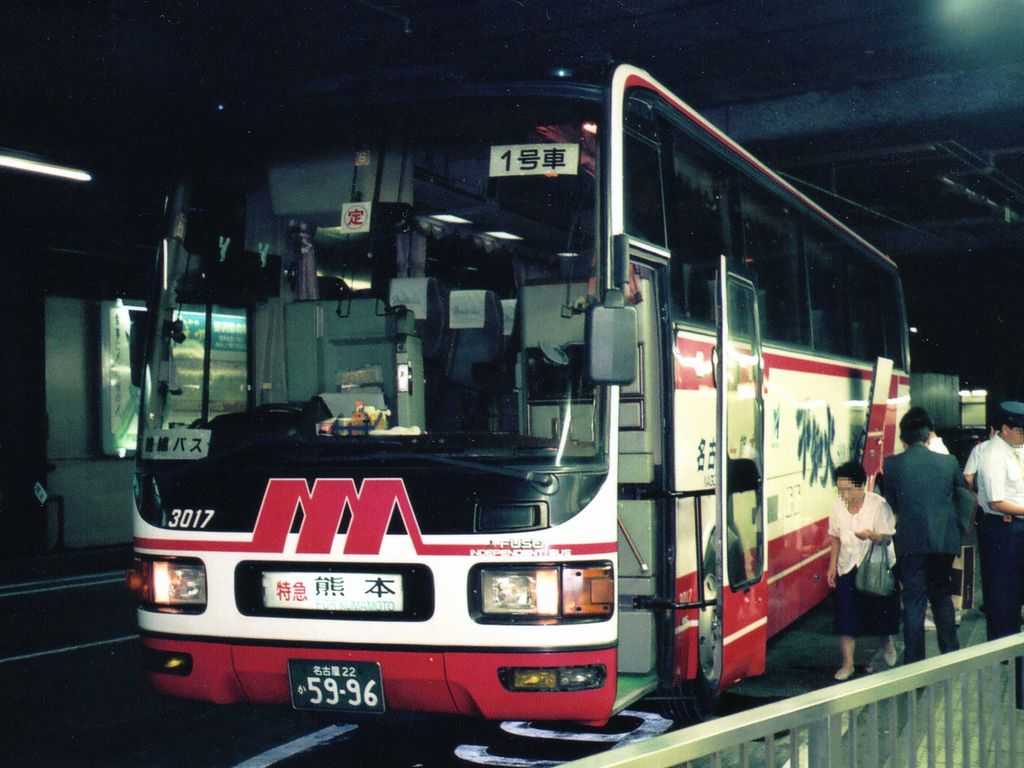
運行開始当初の不知火号（名鉄）

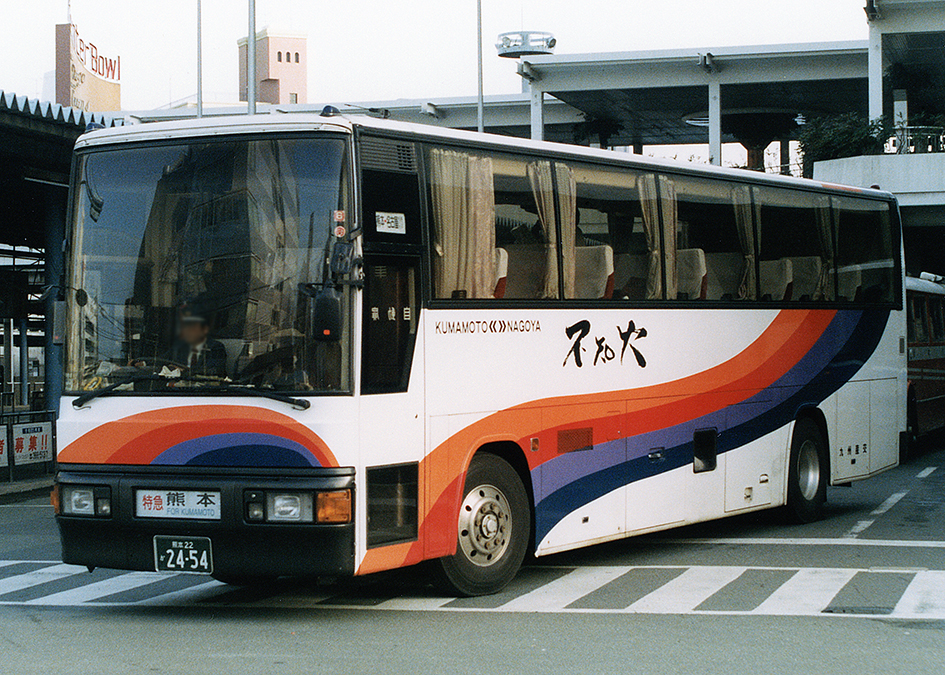
運行開始当初の不知火号（九州産交）

### 車両
- 三菱ふそう・エアロクィーンI（名鉄）
- 日野・セレガ（九州産交）

### 車内設備
- 3列独立シート（但し、多客期などの続行便は4列シート車が使用される場合もある）
- トイレ
- おしぼり・お茶（名鉄便のみ[8]）
- 毛布・スリッパ
- 座席コンセント
- 仕切りカーテン
- 除菌装置（九州産交）[9]・プラズマクラスターエアコン（名鉄）
- Wi-Fi（無線LAN）
- 車内緊急（SOS）スイッチ
- 車間距離・車線逸脱防止警報装置

### 備考
- 元々は両社とも夜行仕様のスーパーハイデッカー車で統一されていたが、九州産交が保有する2007年以降導入の新型セレガにおいては直結クーラー仕様により従来の車両よりも車高が高くなっている関係上、スーパーハイデッカーでは名鉄バスセンターの建物内には乗り入れられないため、ハイデッカー車両が用いられていた。
- 運行開始当初は名鉄（当時）・産交ともに専用車で運用され、両社とも車体側面に「不知火」と筆書きしたような書体で愛称が入っていた（塗装は共に両社別）。2代目車両以降は、両社共に他路線との効率運用を目的とされ専用車という位置付けがなされておらず、車体への愛称表記もなかった。2012年10月1日より、両県にゆかりのある歴史上の人物である加藤清正をモチーフに「清正くん」をデザインしたラッピングバスが両社ともに運行された[10]。
- 予約制のため、予約する必要があった。インターネットによる予約において、以前は名鉄バス（かつての名古屋観光日急→名鉄観光バス）扱い席は発車オ〜ライネット、九州産交バス扱い席は楽バス（現：@バスで）に収容されていたが、全席が発車オ〜ライネットでの扱いに統一された。そのため、産交・名鉄が共に参加しているハイウェイバスドットコムは当路線では扱っていなかったが、2017年4月1日運行分よりハイウェイバスドットコムでの扱いに変更された。
- 廃止後、それまで使用されていた車両は、九州産交バスは神戸・大阪・京都線「サンライズ号」に転用（なんぷう号・フェニックス号と共通運用として交互に使用）、名鉄バスは福岡線「どんたく号」に転用されたのちに廃車売却され、うち1台は九州産交バスに移籍し「なんぷう号」・「フェニックス号」専用車として使用されている。